# 望城街道 (临澧县)
望城乡，是中华人民共和国湖南省常德市临澧县下辖的一个乡镇级行政单位。

## 行政区划
望城乡下辖以下地区：
徐家坪村、同欢村、石柏村、永安村、杨岗村、大兴村、鸣锣村、宋玉村、楚城村、桂花村、临安村、余丰村和看花村。